# Martin Zenker

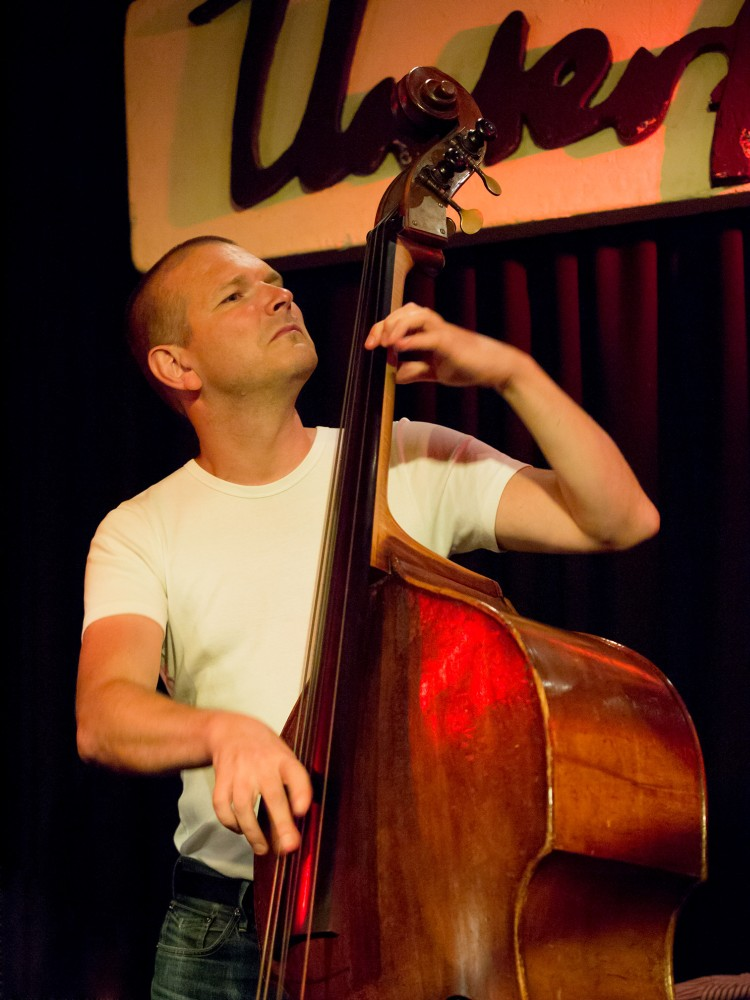
Martin Zenker im Jazzclub Unterfahrt (München 2013)

Martin Zenker (* 25. Juni 1970 in München) ist ein deutscher Bassist des Modern Jazz. Er war Professor für Jazzbass an der Kyung-Hee-Universität in Seoul/Südkorea und ist Gründer und Leiter des Studiengangs Jazz am State Conservatory for Music and Dance, Ulan Bator, Mongolei.

## Leben und Wirken
Martin Zenker wuchs in Kirchseeon bei München auf und studierte von 1987 bis 1992 am Richard-Strauss-Konservatorium München Kontrabass. In dieser Zeit war er Mitglied des Landesjugendjazzorchesters Bayern unter Leitung von Dusko Goykovich und begann als Kontrabassist im In- und Ausland aufzutreten. Ab 1993 kamen Studienaufenthalte in den USA dazu.
Seit 1992 ist Martin Zenker als selbstständiger Jazzmusiker tätig. Er wird weltweit als Sideman engagiert und ist Bandleader verschiedener Formationen. Martin Zenker spielte unter anderem mit Jimmy Cobb, Billy Hart, Ed Thigpen, James Moody, Lee Konitz, Mark Murphy, Eartha Kitt, Valery Ponomarev, Conte Candoli, Al Porcino, Herb Geller, Steve Grossman, Jesse Davis, Jim Snidero, Jeremy Pelt, Johannes Enders, Rick Hollander, Martin Krusche und vielen anderen.
Seine Projekte als Bandleader sind Seven Minds, UGETSU, Perfect Five, Bass n Bass und New Territory mit Saxophonist Tim Armacost, Vibraphonist Chris Varga und Schlagzeuger Rick Hollander. Das Repertoire dieser Band besteht aus Eigenkompositionen von Zenker. Die Arrangements für die Band Bass n Bass, besetzt mit zwei Kontrabässen, begleitet von Klavier und Schlagzeug, schreibt Zenker selbst. Für das Projekt Mongolian Song der Sängerin Enji Erkhembayar hat er die musikalische Leitung sowie die Produktion übernommen; die meisten der Arrangements des Albums stammen von Zenker.
Seit 2008 tritt Martin Zenker verstärkt im asiatischen Raum auf und unterhält zahlreiche Projekte mit Musikern aus Südkorea und der Mongolei.
2014 übernahm er die Leitung und Organisation des Jazzensembles im Rahmen der Produktion Die Soldaten von Bernd Alois Zimmermann am Bayerischen Nationaltheater in München unter dem Dirigat von Kyrill Petrenko.
Im selben Jahr wurde der Kontrabassist sowohl künstlerischer Leiter des EBE Jazz-Festivals in Ebersberg, als auch Programmleiter des Jazz Korea Festivals im Auftrag des Koreanischen Kulturzentrums in Berlin.
Auf Festivals in Sydney, Shanghai, Beijing, Kapstadt, Savannah, Washington, Delaware, Baltimore, Nowokusnezk, Edinburgh, Glasgow, Jarasum (Südkorea), Taipeh, Daegu und dem Jazz Yatra Indien war er als Musiker zu Gast. Beim Honolulu Jazz Festival war Zenker von 2002 bis 2004 Bassplayer in Residence.
Seit 1994 lehrt Zenker im In- und Ausland. Er war externer Dozent am Richard-Strauss Konservatorium München und war von 2008 bis 2012 Professor am Postmodern Music Department der Kyeong Hee University für Jazzbass. Außerdem lehrt er dort Jazzgeschichte und Didaktik. 2009 arbeitete Zenker an Lehrbänden mit Kontrabass-Etüden und einer Theorielehre zum Thema Basslines.
2012 bis 2013 war er Dozent am Hamburger Konservatorium.
Im Jahr 2014 kam Martin Zenker im Rahmen eines Exzellenz-Projektes des Goethe-Institutes in die Mongolei und gründete das "Goethe Musiklabor Ulan Bator", daraus entwickelte sich 2016 der Studiengang Jazz am State Conservatory for Music and Dance in Ulan Bator. Martin Zenker ist Leiter dieses Studiengangs.
Dort ist er bis heute beschäftigt und erhielt für seine künstlerischen Verdienste im Jahr 2016 als erster Ausländer die zweithöchste Auszeichnung des Mongolischen Kultusministerium (Seulin Tergunee Aedjiltang Orden).
Außerdem wurde er vom Mongolischen Komponistenverband für seine Big Band Arrangements von Werken des mongolischen Komponisten S. Gonchigsumla für die von Zenker gegründete GMUB Big Band ausgezeichnet.
Als Dozent ist er darüber hinaus an der Cape Town Music Academy und der University of Cape Town in Südafrika tätig und im Jahr 2018 übernahm er vertretungsweise die Bassprofessur an der Hochschule für Musik und Theater München.

## Sonstiges
Martin Zenker hat zwischen 2017 und 2019 eine Ausbildung zum Interkulturellen Coach absolviert und mehrmals am International Gobi Desert Marathon teilgenommen.

## Diskographie (Auswahl)
- 2001 Universal Language: The Messenger feat. Jimmy Cobb
- 2003 Claus Raible Trio feat. Ed Thigpen Live at Birdland
- 2006 Johannes Enders Quartet: The Long Bridge (mit Billy Hart und Roberto di Gioia)
- 2008 Billy Hart Trio Live at the Damberd (Enja)
- 2008 Chan Jaeyol Blues for Anna (Universal Records)
- 2012 Jin Pureum Quartet Live in Europe (Nagel-Heyer Records)
- 2013 Martin Zenker Quartet For the Years to Come (Doppelalbum)
- 2014 Damon Brown/Michael Lutzeier Quintet The Bridge
- 2015 Enji Mongolian Song  (Enja)
- 2018 Pasha Skornjakov Quartet Early Season (Nagel-Heyer)